# Sámsstaðamúli
Sámsstaðamúli är en utlöpare i republiken Island. Den ligger i regionen Suðurland, 100 km öster om huvudstaden Reykjavík.
Trakten runt Sámsstaðamúli är nära nog obefolkad, med mindre än två invånare per kvadratkilometer. Det finns inga samhällen i närheten. Trakten runt Sámsstaðamúli består i huvudsak av gräsmarker.